# Павлищев, Иван Васильевич
Иван Васильевич Павлищев (1766—1816) — полковник русской императорской армии, Георгиевский кавалер.

## Биография
Родился в 1766 году в семье небогатых столбовых дворян Екатеринославской губернии; крепостных крестьян не имел.
В 1782 году начал военную службу в Луганском пикинёрном полку; в 1783 году — ротный квартирмейстер, в 1786 году — вахмистр, в 1787 году — кадет. За отличие в бою под Кинбурном был произведён в корнеты, через пять лет стал поручиком, ещё через два года — ротмистром, затем — майором.
Командуя эскадроном Мариупольского гусарского полка участвовал в кампаниях против Наполеона в 1805, 1807, 1812—1814 годов. В декабре 1808 года он был произведён в подполковники. Отличился в сражениях под Аустерлицем, Прейсиш-Эйлау, Фридланде, при Бородине и Тарутине; затем — под Лейпцигом, при Бар-Сюр-Об, Фер-Шампенуазе и взятии Парижа. В войнах с французами он особенно отличился. Был награждён: орденом Св. Георгия 4-го класса, Св. Анны 2-й степени с алмазами, Св. Владимира 4-й степени с бантом (за Бородино) и золотой саблей с надписью «За храбрость».
После окончания наполеоновских войн был произведён в полковники. Вернувшись в Екатеринослав, заболел чахоткой и умер в 1816 году.

## Семья
Женился на Луизе Матвеевне фон Зейдфельд (?—1846). Их дети:
- Павел (1795—1863), генерал-лейтенант
- Елизавета (1797—?)
- Николай (1802—1879), тайный советник; супруг сестры А. С. Пушкина Ольги Сергеевны
- Софья (1804—?)
- Анна (1806—?)
- Мария (1808—?)